# DIME (雑誌)
『DIME』（ダイム）は、ビジネスパーソンを主要なターゲットにした小学館発行の雑誌である。第1・第3火曜日刊（ただし1月と5月と8月が合併号となるため、年21回刊）であったが、2013年3月より毎月16日発売の月刊誌に移行した。1986年5月創刊。創刊編集長は中村滋。
電子機器のトレンドに関する特集が多いのが特徴である。クレジットカードや出張の裏技などを掲載している。
近年は付録がつくことが多々あり、モバイルスピーカー（2008年3/18号）やMicroSD/SDカードリーダー（2008年10/7号）などがつくこともある。
公式ウェブサイトは@DIME（アットダイム）。2012年2月7日、「Digital DIME（デジタルダイム）」から改称した。

## 連載コーナー
- 小山薫堂のscenes（小山薫堂）
- 宇賀なつみ 素顔のままで（宇賀なつみ）
- Data Watching
- キーワードで読み解く社会学Buzz Word
- ヒャダインの温故知新アナリティクス（ヒャダイン）
- DIME通販 LOUNGE STORE
- Car of the DIME
- 客がホイホイやって来る飲食店作りの秘訣100ヶ条
- 沢しおん TOKYO 2040（沢しおん）
- BOOK of the month
- カーツさとうの酒と肴と男とサウナ（カーツさとう）
- ショートカット仕事術 個人で始める働き方改革！
- 池森秀一の蕎麦ログ（池森秀一）

## DIMEトレンド大賞
1988年から毎年最終号で「小学館DIMEトレンド大賞」を選出している。複数の部門（年によって変化する）で「もっとも創造性、先見性に優れたと思う新商品、新サービス」を選び、その中から大賞を選出している（大賞の選出は1990年から）。必ずしも特定の会社の商品・サービスが選出されるとは限らず、先見性のあるサービス全般が選出されることもある。

### 過去の大賞一覧
- 1990年（第3回） - キリン「一番搾り〈生〉」
- 1991年（第4回） - カルピス食品工業「カルピスウォーター」
- 1992年（第5回） - シャープ「Home1125」（普及型大型ハイビジョンテレビ）
- 1993年（第6回） - シャープ「液晶ビューカム」（液晶ディスプレイ一体型カムコーダ）
- 1994年（第7回） - 携帯電話
- 1995年（第8回） - マツダ「ボンゴフレンディ」／オートラマ「フォード・フリーダ」
- 1996年（第9回） - シャープ「カラーザウルス」／東芝「リブレット」
- 1997年（第10回） - バンダイ「たまごっち」
- 1998年（第11回） - Apple Computer「iMac」
- 1999年（第12回） - NTTドコモ「iモード」「N501ハイパー」他
- 2000年（第13回） - キヤノン「IXY DIGITAL」
- 2001年（第14回） - 三洋電機「ASW-ZR700」（超音波と電解水で洗う洗濯機）
- 2002年（第15回） - パナソニック「DMA-HS2」（HDD+DVDレコーダー）
- 2003年（第16回） - トヨタ「プリウス」
- 2004年（第17回） - アップルコンピュータ「iPod mini」
- 2005年（第18回） - ソニー「HDR-HC1」（デジタルハイビジョンハンディカム）
- 2006年（第19回） - MNP（モバイルナンバーポータビリティ）
- 2007年（第20回） - ソフトバンクモバイル「ホワイトプラン」
- 2008年（第21回） - 任天堂「Wii Fit」
- 2009年（第22回） - GOVリテイリング「ジーユー (g.u.) 990円ジーンズ」
- 2010年（第23回） - パナソニック「3Dビエラ」
- 2011年（第24回） - Androidチーム「Android」
- 2012年（第25回） - NHN Japan「LINE」[5]
- 2013年（第26回） - 東京2020オリンピック・パラリンピック招致委員会「東京オリンピック・パラリンピック招致」[6]
- 2014年（第27回） - レベルファイブ「妖怪ウォッチ」[7]
- 2015年（第28回） - 国土交通省 観光庁「インバウンド」[8]
- 2016年（第29回） - ナイアンティック・ポケモン「Pokémon GO」[9]
- 2017年（第30回） - フェイスブック ジャパン「Instagram」[10]
- 2018年（第31回） - ZOZO「ZOZOSUIT」
- 2019年（第32回） - PayPay「PayPay」
- 2020年（第33回） - ZVC JAPAN「Zoom」
- 2021年（第34回） - SDGs
- 2022年（第35回） - ヤクルト本社「Yakult1000」「Y1000」
- 2023年（第36回） - OpenAI「ChatGPT」
- 2024年（第37回） - 金融庁「新NISA」[11]